# Contoire
Contoire korábbi község Franciaországban, Somme megyében. Lakosainak száma 443 fő (2018. január 1.). Contoire Boussicourt, Davenescourt, Hangest-en-Santerre, Hargicourt, La Neuville-Sire-Bernard, Pierrepont-sur-Avre és Le Plessier-Rozainvillers községekkel határos.
2019. január 1-jén Pierrepont-sur-Avre és Hargicourt korábbi községgel egyesült és az így létrejött Trois-Rivières új község része lett.

## Népesség
A település népességének változása:
| Lakosok száma | 448  | 442  | 442  | 443  |
|               | 2013 | 2015 | 2017 | 2018 |